# Nationale Demokratische Allianz (Sudan)
Die Nationale Demokratische Allianz (englisch National Democratic Alliance, abgekürzt NDA; arabisch التحالف الوطني الديمقراطي, DMG at-Taḥāluf al-waṭanī ad-dīmuqrāṭī) ist ein Bündnis oppositioneller Parteien und Organisationen im Sudan.

## Entwicklung
Die NDA wurde 1989 gegründet, nachdem Omar al-Baschir durch einen Militärputsch die Macht übernommen und eine Militärdiktatur errichtet hatte. Als sich 1995 die süd-sudanesischen Rebellen der Sudanesischen Volksbefreiungsbewegung (SPLM) mit der NDA verbündeten, erhöhte dies deren Einfluss deutlich. Seit die Regierung 1999 dem Druck nachgab und wieder ein Mehrparteiensystem eingeführt hat, verlor die NDA allerdings an Bedeutung. Viele Mitgliedsorganisationen und -parteien boykottierten die Wahlen von 2000, da diese ihrer Meinung nach nicht frei und demokratisch abliefen.
Im Anschluss an das Friedensabkommen zwischen der Regierung und der Sudanesischen Volksbefreiungsarmee, das den Sezessionskrieg im Südsudan beendete, unterzeichnete auch die NDA am 9. Januar 2005 ein Abkommen mit der Regierung. Einige Positionen der NDA, etwa zum anhaltenden Darfur-Konflikt, sind noch nicht festgelegt, was auch daran liegt, dass die Mitgliedsorganisationen zwar durch das gemeinsame Ziel der Beseitigung der Diktatur verbunden sind, darüber hinaus aber teils sehr unterschiedliche Ziele verfolgen.

## Mitglieder
Folgende Parteien und Organisationen sind Mitglieder der NDA:
- Democratic Unionist Party (DUP)
- Umma Party (im März 2000 ausgetreten)
- SPLM/SPLA (Rebellenorganisation in Südsudan)
- Sudan Alliance Forces (2002 in der SPLM/SPLA aufgegangen)
- Union of Sudan African Parties USAP
- Communist Party of Sudan CPS (Kommunistische Partei)
- General Council of the Trade Unions Federations (Gewerkschaften)
- Legitimate Command of the Sudanese Armed Forces
- Beja Congress (Organisation der Bedscha in Ostsudan)
- Free Lions (Organisation der Rashaida in Ostsudan)
- Federal Democratic Alliance
- Arab Baath Socialist Party (Baath-Partei)
- Independent National Figures
- Representatives of the Liberated Areas (Repräsentanten der „befreiten Gebiete“, d. h. Süd- und Ostsudan)
- Sudanese National Party